# Таппо, Минна Карловна
Минна Карловна Таппо (1894 — 1969) — колхозница льноводческого колхоза «Красная берёза» Порховского района Псковской области, ударница.

Одной из первых в 1936 году освоила стахановские методы труда на льнотеребильном агрегате, собрав рекордный для области урожай льноволокна.
Депутат Верховного Совета СССР первого созыва (1937). Делегат II Всесоюзного съезда колхозников, VIII Чрезвычайного съезда Советов.
Являлась для актрисы Веры Марецкой образом для характера её роли — главной героини фильма 1939 года «Член правительства».

## Биография
Родилась в 1894 году. Из семьи эстонских батраков, приехавших на заработки в Порховский уезд Псковской губернии.
В 1918 вышла замуж за батрака Рудольфа Таппо, семья одной из первых вступила в колхоз «Красная берёза».
В 1933 году правление колхоза предложило Минне Таппо, работавшей дояркой, возглавить звено льноводов. Её звено добилось больших успехов.
В феврале 1935 года направлена делегатом на II Всесоюзный съезд колхозников-ударников.
Основная сложность тогда состояла в том, чтобы убедить людей использовать льнотрепальную машину: люди боялись машины и отказывались на ней работать, боясь, что машина повредит им руки, а если и работали на машине, то медленно и с осторожностью: «Да разве можно так работать на машине? — возмущалась Минна Таппо — Женщины больше смотрят на свои руки, чем на лен. Вот и дают при норме пятнадцать килограммов только два или три. Да и что это за волокно? Позор.». Своим личным примером показала работу с машиной.

Вот у нас всё вручную было надо делать. Ведь удобрениев тогда мало было. Золу по подполам собирала, набрала три тонны, и мне начальник НКВД, был Грибанов, помогал мне вывезти на машинах военных, ну, НКВД машинах. … И начали лён ростить. У нас не так ростили как сайчас, сухой сеют, а мы мочили лён и руками обдирали его. Тяжёлая работа очень была. И надо было камнем затискать там, потом с мочила вытаскивать, потом опять расстилать его… Это всё большая работа была нам.— Минна Карловна Таппо, аудиозапись интервью (в тексте стилистика речи сохранена)
14—15 марта 1936 года Минна Таппо принимала участие в составе 206 делегатов в работе Всесоюзного совещания передовиков по льну и конопле в Кремле. Выступая, она лично Сталину дала обещание добиться невиданного для района урожая — 8 центнеров льноволокна с гектара. 16 марта 1936 года награждена орденом «Знак Почёта».
26 сентября 1936 года Таппо доложила о выполнении своего обязательства: был собран рекордный для области урожай.
Таких результатов удалось добиться за счёт повышения выработки льноволокна на трепальном агрегате Санталова (представлявшего собой деревянный станок с деревянными колёсами, приводимый в действие вручную) до рекордного уровня — 115 килограммов за смену.
В ноябре 1936 года избрана делегатом от Ленинградской области на VIII Всесоюзный съезд Советов, в январе 1937 года — делегатом на XVII Всероссийский съезд Советов, на которых принимались новые Конституция СССР и Конституция РСФСР.
В 1937 году звено М. Таппо получило по 12,7 центнера льноволокна с гектара. М. Таппо положила начало организации специализированных льноводческих звеньев. Работая по её примеру, высоких урожаев добились льноводы других колхозов, возникло движение «сотенников», которые за сезон одной машиной убирали не менее 100 гектаров, т.е. 200% нормы.
В 1937 году в Ленинграде в Сельхозгизе вышла книга М.К. Таппо «Как я получила высокий урожай льна» написанная с помощью местного селькора, будущего известного писателя И.Ф. Курчавова, с предисловием председателя одного из совхозов Ленинградской области, будущего Министра совхозов СССР А.И. Козлова.
12 декабря 1937 года, будучи звеньевой льноводческого звена, избрана депутатом Совета Союза Верховного Совета СССР первого созыва от Псковского сельского избирательного округа Ленинградской области.
В 1938 году избрана председателем колхоза.
В 1939 году за получение высоких урожаев льна и активную общественную работу М. Таппо была награждена Орденом Трудового Красного Знамени.
В годы Великой Отечественной войны была в эвакуации в Сталинградской области, где работала председателем колхоза.
После войны вернулась в родной колхоз «Красная Береза» (после укрупнения - «Колхоз им. Крупской»), работала — звеньевой, телятницей, дояркой.
В 1963 году вышла на пенсию. Умерла в 1969 году.

## Награды
Награждена орденом «Знак Почёта» (1936) и двумя Орденами Трудового Красного знамени (1939, ?).
По воспоминаниям дочерей, Минна Карловна наряду с орденами ценила купленную в поездку в Москву в Кремлёвском магазине шаль.

## Труды
- Таппо М.К. - Как я получила высокий урожай льна и добилась высокой выработки льноволокна / Книга написана с помощью И.Ф. Курчавова. - Ленинград: Сельхозгиз, 1937 - 46 с.
- Таппо М.К. - Мой опыт работы в льноводстве; Предисловие И.И. Буданова. - Ленинград: Сельхозгиз, 1938 - 60 с.
- Таппо М.К. - На службе народу (опыт передового льноводческого колхоза «Красная береза»). - Ленинград: Лениздат, 1939 - 56 с.

## Интересные факты
- Минна Таппо — первый представитель эстонского народа в верховном органе власти СССР[9].
- Народная артистка СССР Вера Петровна Марецкая вспоминала, что в процессе работы над ролью Александры Соколовой в фильме «Член правительства» найти ключ к пониманию характера своей будущей героини ей помогла встреча с приехавшей в Москву на сессию Минной Карловной Таппо[3].
- Согласно местным байкам[11] М.К. Таппо «была Героем Социалистического Труда», и даже «стала прообразом знаменитой колхозницы на ВДНХ», что не соответствует действительности.